# Лиса, бобёр и другие
«Лиса, бобёр и другие» — советский рисованный мультфильм 1960 года режиссёров Михаила и Веры Цехановских по мотивам басен Сергея Михалкова «Лев и ярлык» и «Лиса и бобёр».
Многие годы считался утерянным, в 2023 году был выложен в интернет.
Как отмечал киновед Олег Ковалов, «Лиса, бобёр и другие» — редкий образец т. н. анимации «для взрослых» в СССР, аналог вполне одномерных фельетонов журнала «Крокодил».

## Роли озвучивали
- Сергей Михалков  - рассказчик (камео)
- Анна Котова — лиса
- Сергей Филиппов — лев
- Леонид Пирогов — медведь
- Маргарита Корабельникова — кенгуру/бобрята
- Сергей Мартинсон — осел
- Елена Понсова — шакал
- Серафим Аникеев — кот-парикмахер/ёж/бобер